# Toivo Salonen
Toivo Kostia Salonen (ur. 21 maja 1933 w Pälkäne, zm. 28 października 2019 w Muhos) – fiński łyżwiarz szybki, brązowy medalista olimpijski i wicemistrz świata.

## Kariera
Pierwszy sukces w karierze Toivo Salonen osiągnął w 1956 roku, kiedy wywalczył brązowy medal w biegu na 1500 m podczas igrzysk olimpijskich w Cortina d’Ampezzo. W zawodach tych wyprzedzili go jedynie dwaj reprezentanci ZSRR: Jewgienij Griszyn i Jurij Michajłow. Na tych samych igrzyskach był też piąty na 500 m, a na dystansie 10 000 m zajął 24. miejsce. Na rozgrywanych cztery lata wcześniej igrzyskach w Oslo jego najlepszym wynikiem było ósme miejsce w biegu na 500 m. W 1960 roku wystartował na igrzyskach w Squaw Valley, zajmując siódmą pozycję w biegach na 500 i 1500 m. Brał również udział w igrzyskach olimpijskich w Innsbrucku, gdzie biegu na 500 m zajął 23. miejsce, a na dystansie 5000 m uplasował się dwie pozycje wyżej.
Podczas rozgrywanych w 1959 roku mistrzostw świata w wieloboju w Oslo zajął drugie miejsce. Rozdzielił tam na podium swego rodaka, Juhaniego Järvinena i Robierta Mierkułowa z ZSRR. W poszczególnych biegach Fin tylko raz znalazł się w pierwszej trójce, wygrywając bieg na 1500 m. W pozostałych startach był czwarty na 500 m,dziewiąty na 10 000 m, a w biegu na 5000 m zajął 13. miejsce. W tym samym roku wywalczył również brązowy medal na mistrzostwach Europy w Göteborg, gdzie wyprzedzili go Norweg Knut Johannesen oraz Juhani Järvinen. Salonen był tam najlepszy na 500 m, czwarty na 1500 m, piąty na 10 000 m oraz dziewiąty na dwukrotnie krótszym dystansie. Zajął ponadto piąte miejsce na mistrzostwach Europy w Oslo w 1960 roku oraz szóste na rozgrywanych dwa lata wcześniej mistrzostwach Europy w Eskilstunie.